# لويس كارلوس بريرا
لويس كارلوس بريرا (6 مارس 1960 في ساو باولو في البرازيل – )؛ هو لاعب كرة قدم سابق كان يلعب كمدافع.

## وصلات خارجية
- لويس كارلوس بريرا على موقع رابطة كرة القدم اليابانية للمحترفين (اليابانية)
- لويس كارلوس بريرا على موقع قاعدة بيانات كرة القدم.إي يو (الإنجليزية)
- لويس كارلوس بريرا على موقع عالم كرة القدم.نت (الإنجليزية)